# Plural
En lingüística, el plural es una de las posibles realizaciones del número gramatical que se contrapone, según cada lengua, al singular y a otras variantes del número gramatical (como el dual o el trial). En muchas lenguas el plural se usa cuando se habla de dos o más entidades del mismo tipo (singular vs. plural), en otras lenguas el plural se restringe a cuando existen más de cuatro o cinco entidades del mismo tipo, siendo los casos con menos entidades cubiertos por los números dual, trial, paucal, etc. Todas las lenguas distinguen el plural en los pronombres, aunque en bastantes lenguas el plural no es obligatorio en los nombres. Igualmente en muchas lenguas flexivas del mundo el plural también tiene marcas específicas en las formas verbales conjugadas.
Las formas de expresar el número gramatical varían grandemente entre las lenguas del mundo, siendo en muchas lenguas su funcionamiento muy diferente del que se observa en las lenguas indoeuropeas.

## Marcaje del plural

Flexión de número en español de la raíz gat-, en español el plural de sustantivos y adjetivos se forma con -s.

En muchas lenguas un substantivo o un verbo necesariamente deben estar «marcados» como singular o como plural. Sin embargo, no en todas las lenguas la categoría de número es obligatoria, por lo que en algunas lenguas como el aymara o el chino el plural solo se marca optativamente o en unas pocas ocasiones especiales. Entre las lenguas del mundo, el pronombre es la categoría gramatical que con mayor probabilidad incluye distinciones de número, seguida del nombre y el verbo.
Otro hecho importante es que el plural generalmente solo se aplica nombres contables. En otras lenguas la clase de nombres que admiten formas de plural es aún más restringida, por ejemplo en náhuatl clásico solo tienen forma de plural distinta del singular los nombres animados.

### En español
En español se recoge esta información en los determinantes, los sustantivos, pronombres, verbos y adjetivos:
- Los sustantivos y adjetivos usan el sufijo flexivo -s o -es, según la forma de singular acabe en vocal átona o consonante.
- La mayoría de determinantes añaden simplemente una -s a la forma de singular, aunque algunas formas como el/los y un/unos presentan algunos cambios más.
- En los pronombres y verbos las categorías de persona y número son sincréticos, lo cual significa que la marca de plural depende de la persona.
  - En los pronombres todas las formas de plural acaban en -s [con excepción de la anáfora o «pronombre reflexivo» o «recíproco» se] aunque en esos casos no siempre es un sufijo genuino (como en nosotros, vosotros ya que no existen *nosotro, *vosotro).
  - En los verbos las formas de plural son sincréticas con la persona:
    - La tercera persona en plural acaba en -n
    - La segunda persona en plural en español ibérico acaba en -is, mientras que en español no-ibérico coincide con la forma de tercera.
    - La primera persona en plural acaba en -mos.

Además en español el sujeto sintáctico y el verbo finito de cada oración deben concordar gramaticalmente, es decir, los dos deben estar singular o los dos deben estar en plural.

### En latín
En latín admiten formas de plural diferenciadas los pronombres, verbos, sustantivos y adjetivos.
- En los sustantivos y adjetivos la marca de plural es sincrética con la de caso (y a veces con el género). Además la marca de caso depende del fonema final de la raíz quedando divididos los sustantivos y adjetivos en cinco paradigmas o «declinaciones» diferentes.
- En los verbos la marca de plural es sincrética con la persona, varía dependiendo del tiempo verbal o de si se trata de voz activa o pasiva.
- En los pronombres se da igualmente sincretismo con la persona y el caso.

En general el sistema latino tiene una tipología similar al español, presentando los mismos sincretismos además del de caso. Y existiendo un mayor número de alomorfos de plural en todas las categorías gramaticales.

### En náhuatl clásico
En náhuatl clásico es una lengua utoazteca que fue la lengua del imperio azteca que aún sobrevive en varias variedades modernas, con pocos cambios. En náhuatl clásico el plural afecta a formas nominales que representan seres animados y las formas verbales. Los sustantivos inanimados son invariables en plural.
- En las formas verbales la marca de plural depende del tiempo verbal concreto siendo las más comunes -h y -eh.
- En las formas nominales la marca depende de si se trata de una forma en absolutivo o una forma poseída. En las formas de absolutivo el plural regular se forma usualmente mediante un sufijo -meh o -tin según la raíz acabe en vocal o consonante. Los plurales irregulares son de dos tipos, unos pocos se forman por reduplicación de la sílaba inicial (en otras lenguas utoaztecas como el pápago la reduplicación es al forma normal de formar el plural) y otros pocos usan el sufijo -h mēxihca «mexica, mexicano» / mēxihcah «mexicas, mexicanos». A veces el plural es una combinación de dos de los procedimientos anteriores e incluye reduplicación inicial y sufijación.

Algunos sufijos derivativos como el reverencial -tzin al formar plural requieren reduplicarse tah-tzin «padre (venerado)» / tah-tzitzin-tin «padres (venerados)», y algunas reduplicaciones incluyen alargamiento de vocales pilli' «noble» / pīpil-tin «nobles», una forma que incluye todas las dificultades es piltzin «noble (respetuosamente)» / pīpil-tzitzin-tin «nobles (respetuosamente)».
En las modernas variedades de náhuatl las reduplicaciones, que eran un arcaísmo de la lengua clásica, han desaparecido por completo y muchos dialectos en las formas nominales solo se usan una de las formas regulares de plural, siendo la más frecuente -mej, así de coyōtl «coyote» se tenía en náhuatl clásico la forma reduplicada cōcoyoh (y esporádicamente coyōmeh), mientras que en muchos dialectos modernos solo existe coyōmej. Además por influencia del español en náhuatl moderno todos los sustantivos se pueden pluralizar mediante sufijación sean o no animados.

### En chino mandarín moderno
En mandarín moderno el plural solo se aplica a algunos sustantivos y a los pronombres, la marca de plural cuando existe es -men. La mayoría de sustantivos generalmente tienen la misma forma en plural y en singular, los pocos sustantivos que suelen llevar plural se refieren a grupos de personas: péngyou «amigo» / péngyoumen «amigos», sin embargo cuando existe un numeral para indicar el número concreto la marca -men se omite: sìge péngyou «cuatro amigos». Los pronombres usan -men en plural obligatoriamente: wŏ «yo» / wŏmen «nosotros»,  nín «usted» / nínmen «ustedes».
En el resto de sustantivos el número se marca solo un numeral 一口人 yi kǒu rén, «una persona», 三口人 sān kǒu rén, «tres personas». El lexema 人, rén, «persona», no se modifica en ningún caso, y solo el marco sintáctico de la oración permite saber si se trata de uno o de muchos.

### En lenguas bantúes
Los nombres comunes en las lenguas bantúes poseen género gramatical (a veces en estas lenguas clase nominal) y número gramatical, ambos se indican en un prefijo que precede a la raíz del nombre. De hecho dentro de cada clase nominal o género suele existir un sufijo específico para forma de singular y un prefijo específico para el plural, eso significa que el mismo morfema prefijo expresa de manera indivisible género y número. El propio término bantu «hombres» se descompone en ba-ntu donde el prefijo ba- indica que el referente es de tipo humano y plural, mientras que -ntu «individuo». Algunos ejemplos tomados del swahili:
mtu «persona» / watu «personas»
mti «árbol» / miti «árboles»
jicho «ojo» / macho «ojos»
kitu «cosa» / vitu «cosas»